# ジェームズ・イングリス
ジェームズ・イングリス（英語: James Inglis, 1922年頃 - 1951年5月8日）は、イギリスの殺人容疑者、元死刑囚である。彼は売春婦殺しの罪名により、29歳で絞首刑に処された。

## 経緯
自白によると、イングリスは1951年2月1日にヨークシャー州の都市キングストン・アポン・ハルで、代金の支払いを巡って当時50歳の売春婦アリス・モーガン（Alice Morgan）と口論になり、彼女を絞殺した。裁判において彼は当時心神喪失であったと主張した。陪審は彼の主張を信用せず、4月20日にイングリスは絞首刑を宣告された。
イングリスは、刑の執行を待つためにマンチェスターのストレンジウェイズ刑務所に収監された。彼は判決に対して控訴しなかったため、刑は裁判終了後3週間で執行される予定となった。
1951年5月8日の朝、主任死刑執行人を務めるアルバート・ピアポイントと副執行人シド・ダーンリー（en:Syd Dernley）が、イングリスを独房から直近にある絞首台へと連行し、遅滞なく刑を執り行った。この執行は、英国の行刑史上でも最短の絞首執行時間記録であり、イングリスが独房から連行されて絞首台の踏み板が外れるまでわずか7秒間であった。
イングリスの刑死については、2006年にイギリスで公開されたピアポイントを主人公にした映画『Pierrepoint』にて扱われている。また、ボブ・ホスキンス主演のテレビシリーズ『ペニーズ・フロム・ヘヴン』（en:Pennies from Heaven (TV series)）にも影響を与えた。